# Stănești (Gorj)
Stănești is een Roemeense gemeente in het district Gorj.
Stănești telt 2608 inwoners.